# 3proxy
3proxy — російський вільний багатоплатформний проксі-сервер. Його основними особливостями є невеликий розмір (кілька сотень кілобайт) і портованість (є версії для платформ x86 і x64). Програма не має графічного інтерфейсу, її налаштування здійснюється шляхом написання конфігураційного файлу. Запуск програми можливий як у консольному режимі, так і у фоновому, як сервіс або демон.

## Основні можливості
- Підтримка протоколів HTTP, HTTPS[5], POP3[6], SMTP[7], SOCKS[8], SNI (tlspr)[9].
- Переадресація TCP і UDP трафіку (англ. Port mapping);
- Об'єднання проксі серверів в ланцюжок (англ. Proxy chaining)[10].
- Обмеження пропускної спроможності каналу[11];
- Контроль доступу (ACL)[11].
- Ведення журналів[12].

## Недоліки
- Відсутність підтримки кешування вебсторінок.
- Складність налаштування.

Деякі антивірусні програми помилково визначали «3proxy» як небажане програмне забезпечення. Розробники антивірусів зазвичай виправдовуються тим, що «хакери» іноді встановлюють 3proxy на комп'ютери жертв без їхнього відома і використовують його для розсилки спаму. Корпорація Майкрософт проаналізувала його відповідно до чинних інструкцій і дійшла висновку, що він не має небажаної поведінки, і випустила визначення 1.149.1596.0, яке більше не виявляє цю програму.